# Ferrocarril Selgua-Barbastre
El ferrocarril Selgua-Barbastre, anomenat popularment la burreta, fou una línia ferroviària que connectava la ciutat de Barbastre amb la xarxa ferroviària general espanyola a l'estació de Selgua de la línia Saragossa-Barcelona. En l'actualitat funcionen en ample ibèric dos quilòmetres del traçat per donar servei a una fàbrica de formigó.

## Història
Durant la primera meitat del segle xix, Barbastre tenia deficients comunicacions amb Osca i Lleida. L'any 1861, l'ajuntament va intentar millorar la comunicació amb un sistema tramviari, i després d'una construcció complicada, la Companyia dels Camins de Ferro del Nord d'Espanya l'inaugurà l'any 1880. Després de gairebé un segle de servei, l'any 1969 van suprimir-se els serveis de viatgers. El tràfic mercant va persistir uns anys més, fins que la línia va tancar definitivament a causa del Contracte Programa de 1984, en el qual RENFE va cessar l'explotació de les línies amb una baixa rendibilitat.

## Traçat
La línia naixia prop de Selgua, barri de la localitat de Montsó, i s'encaminava cap al nord seguint la ruta més directa cap a Barbastre. L'estació de Selgua servia de connexió amb la xarxa general de la Companyia dels Camins de Ferro del Nord d'Espanya, que comunicava amb Saragossa i Barcelona. Actualment, els dos primers quilòmetres de la línia segueixen en actiu, donant servei a una indústria propera.
La primera parada se situava en el municipi de Castejón del Puente. La via només interrompia el seu traçat rectilini per vorejar en una àmplia corba el turó de la Paúl, fet que va permetre un augment del cost de construcció de la línia. Després d'aquesta corba, recuperava la seva trajectòria recta en direcció nord-oest cap al seu destí. La principal obra de fàbrica era un pont que permetia l'encreuament amb la carretera Castejón-Barbastre abans d'arribar a aquesta última ciutat.
La via acabava al barri de l'estació de Barbastre. Anteriorment, la zona disposava d'una grua per a la càrrega i descàrrega de mercaderies, especialment de maquinària per a les indústries i centrals hidroelèctriques de la zona.